# George Nakas
George Nakas, född Georgios Nakas 24 februari 1970 i Motala, är en svensk skådespelare.

## Filmografi
- 1999 – Tsatsiki, morsan och polisen
- 2001 – Om inte
- 2001 – Tsatsiki - vänner för alltid